# (119070) 2001 KP77
(119070) 2001 KP77, também escrito como  (119070) 2001 KP77, é um objeto transnetuniano que está localizado no Cinturão de Kuiper, uma região do Sistema Solar. Este corpo celeste está em uma ressonância orbital de 4:7 com o planeta Netuno.

## Descoberta
2001 KP77 foi descoberto no dia 23 de maio de 2001, por Marc W. Buie usando o Observatório de Cerro Tololo.

## Cor
2001 KP77 tem a maior e, portanto, o maior índice de medida B-V de cor vermelha que qualquer outro TNO. Em 19 de abril de 2002, 2001 KP77 estabeleceu um novo recorde entro os TNOs com B-V de 1.544. No espectro visível a cor de 2001 KP77 pareceria um marrom-laranja, dependendo do seu albedo.

## Tamanho
Com base numa magnitude absoluta de 6,93, o mesmo tem um diâmetro estimado entre 110–240 km.